# اینربراتس
اینربراتس (به آلمانی: Innerbraz) یک منطقهٔ مسکونی در اتریش است که در ناحیه بلودنتس واقع شده‌است. اینربراتس ۱۹٫۹۶ کیلومتر مربع مساحت دارد ۷۰۸ متر بالاتر از سطح دریا واقع شده‌است.